# Cămașa de forță (film din 2005)
Cămașa de forță (în engleză The Jacket) este un film științifico-fantastic și thriller american din 2005 regizat de John Maybury după un scenariu de Massy Tadjedin. În film joaca actorii Adrien Brody, Keira Knightley, Kris Kristofferson și Jennifer Jason Leigh. Este parțial inspirat din romanul Rătăcitor printre stele de Jack London, publicat în Regatul Unit sub numele The Jacket.

## Rezumat
După ce a fost împușcat în cap pe frontul din Iraq, Jack Starks (Adrien Brody) se întoarce la el acasă, însa este acuzat de o crimă pe care nu a comis-o. Este declarat nebun și închis într-un institut psihiatric unde va deveni victima unui experiment al Dr. Thomas Becker (Kris Kristofferson). Jack este închis în fiecare noapte într-un sertar de unde, în mod misterios, se va trezi în viitor, unde o va cunoaște pe Jackie (Keira Knightley), cu ajutorul căreia va încerca să descopere adevărul din spatele evenimentelor care i se întâmplă. 

## Distribuție
- Adrien Brody - Jack Starks
- Keira Knightley - Jackie Price
  - Laura Marano -  Jackie în copilărie
- Kris Kristofferson - Dr. Thomas Becker
- Jennifer Jason Leigh - Dr. Beth Lorenson
- Kelly Lynch - Jean Price
- Brad Renfro - Străinul
- Daniel Craig - Rudy Mackenzie
- Steven Mackintosh - Dr. Hopkins
- Brendan Coyle - Damon
- Mackenzie Phillips - Asistenta Hardling
- Jason Lewis - Officer Harrison
- Richard Dillane - Captain Medley
- Jonah Lotan și Angel Coulby - Interni
- Paul Birchard - Doctor
- Nigel Whitmey - Locotenent
- Ian Porter - Major
- Anthony Edridge - Dr. Morgan
- Kerry Shale - Prosecutor
- Angus MacInnes - Judecător
- Richard Durden - Dr. Hale
- Tristan Gemmill - Officer Nash
- Colin Stinton - Jury Foreman
- Tara Summers - Asistenta Nina
- Angelo Andreou - Babak
- Teresa Gallagher - Asistenta Sally
- Anne Kidd - Reprezentant al statului
- Charneh Demir - Jamite
- Frances Brady-Stewart - Femeia cu câinele
- Lolly Susi - Asistentă
- Garrick Hagon - Avocat al apărării
- Fish - Jimmy Fleisher